# ニュース北海道645
『ニュース北海道645』（ニュースほっかいどうろくよんご）は、2014年4月からNHK札幌放送局の制作により北海道内のNHK総合テレビジョンで土曜日・日曜日・祝日の夕方に放送されている『NHKニュース』のローカルニュース番組。『NHKニュース645』枠で放送される。

## 概要
主に北海道内のニュース・気象情報を放送。2013年3月まで放送されていた、「ネットワークニュース645」をリニューアルして、放送している。
函館・旭川・帯広・釧路・北見・室蘭の各放送局も自局時間帯の放送は一切行わず、全編札幌局からの放送となっている。

## 放送時間
土曜日・日曜日・祝日 18:45 - 18:59（JST）
- 18:53 - 18:55は東京から全国の気象情報を放送。
- 年末年始は『ニュース北海道650』（EPG上の表記タイトルは『北海道のニュース・気象情報』）に改題の上、18:50 - 19:00（JST）に放送（18:55 - 18:57は東京発の全国の気象情報）。
- また、平日でもオリンピック放送などに伴う特別編成により、通常18時台に放送されているローカルニュース番組『ほっとニュース北海道』が休止となる場合には、代替として当番組が放送される。

## アナウンサー
主に原則としてNHK札幌放送局のアナウンサーが交替で担当（土曜は小林孝司、日曜は福井慎二など）。

## タイムテーブル
- 18:45 - 18:53： 北海道のニュース
- 18:53 - 18:55： 気象情報（東京からの同時ネット）
- 18:55 - 18:59： 北海道の気象情報[1][2]